# Río Turrilla
El río Turrilla es un riachuelo del sureste de la península ibérica perteneciente a la cuenca hidrográfica del Segura que discurre por la Región de Murcia (España). 

## Curso
El Turrilla nace en el noroeste de Lorca a 738 m de altitud, por las confluencias de varias ramblas procedentes de las sierras de Burete y la Lavia. Aparece seco en gran parte de su curso, en el siglo XVIII abundaban en él los peces. En sus orillas siempre vivió gente, de ahí la cantidad de yacimientos arqueológicos que se catalogan.
Desemboca en el Guadalentín en el pantano de Puentes después de cruzar de norte a sur las Tierras Altas de Lorca.

## Obras hidráulicas
En 2019 se inauguró un aobra de captación en la estación depuradora de aguas residuales (EDAR) del río Turrilla, una balsa de recepción y una estación de bombeo alimentada con energía solar fotovoltaica para reducir la salinidad del agua de riego.